# Nysson spinosus
Nysson spinosus är en stekelart som först beskrevs av Forster 1771.  Nysson spinosus ingår i släktet Nysson, och familjen Crabronidae. Arten är reproducerande i Sverige.

## Bildgalleri

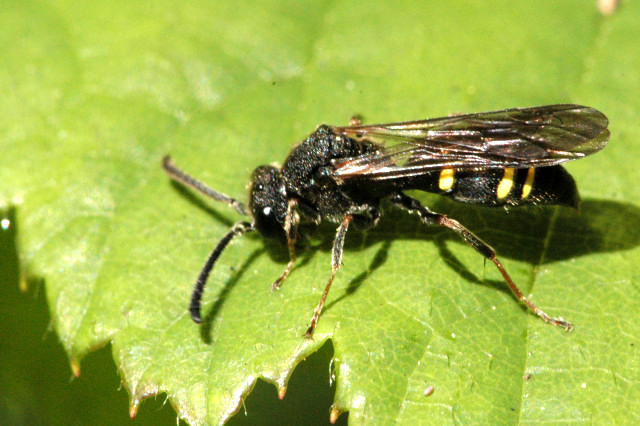
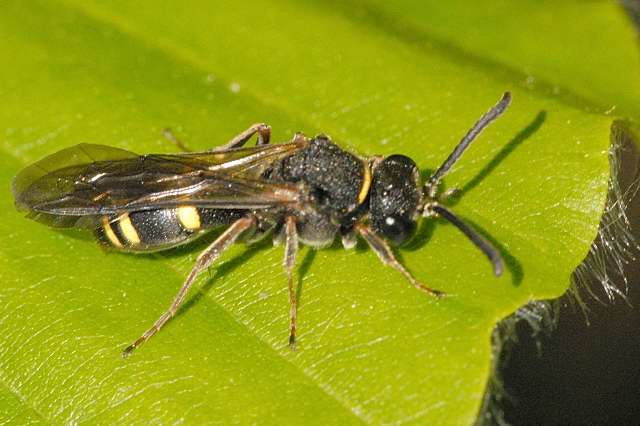